# Jouarre
Jouarre je obec ve francouzském departementu Seine-et-Marne vzdálená hodinu jízdy od Paříže.
Za vlády Merovejců zde byl okolo roku 635 založen Audoinem a jeho bratry dvojitý klášter společenství mnichů a jeptišek soustředěných pod správou abatyše a okolo kláštera postupem času vzniklo opevněné město Jouarre. Mezi hlavní pamětihodnosti obce patří merovejská krypta sv. Pavla s ostatky prvních abatyší a pařížského biskupa Agilberta, rekonstruovaný benediktinský klášter, románská věž s expozicí věnovanou historii opatství a kostel zasvěcený sv. Pavlovi a Petrovi z 16. století.

## Osobnosti obce
- Antoine Laurent de Jussieu (1748–1836), botanik
- Hippolyte Fizeau (1819–1896), fyzik